# Mauro Maggioni
Pour les articles homonymes, voir Maggioni.
Mauro Maggioni est un mathématicien italien puis américain, spécialisé dans les techniques mathématiques pour l'analyse, la modélisation et l'extraction d'information à partir de grands ensembles de données qui conduisent à améliorer les algorithmes d'apprentissage machine.

## Formation et carrière
Mauro Maggioni étudie à l'Università degli Studi di Milano où il obtient son bachelor of science puis son master en mathématiques. 
Il obtient son doctorat à l'Université de Washington à St. Louis en 2002 avec une thèse intitulée « On the Discretization of Continuous Wavelet Transforms and Frames » sous la direction de Guido Leopold Weiss et Edward Nathan Wilson.
Il travaille à l'université Yale en tant que Gibbs Assistant Professor, puis à l'université Duke en 2006 et à l'université Johns-Hopkins où il occupe une chaire Bloomberg.

## Travaux
Avec Ronald Coifman à l'université Yale, il introduit pour la première fois en 2004 les ondelettes de diffusion (en).
Il a travaillé sur leurs applications en apprentissage par renforcement.

## Prix et distinctions
Il est élu fellow de l'American Mathematical Society en 2013.
Il est lauréat en 2007 du prix Popov.

## Publications
- Mauro Maggioni et Mahadevan, Sridhar « Fast Direct Policy Evaluation using Multiscale Analysis of Markov  Diﬀusion Processes » (2006)  (lire en ligne)
—The 23rd International Conference on Machine Learning